# مانستر (وستلاند)
مانستر (به هلندی: Monster) یک منطقهٔ مسکونی در هلند است که در وستلاند واقع شده‌است. مانستر ۱۳٫۷۸۲ نفر جمعیت دارد.